# 광남중학교 (서울)
광남중학교(廣南中學校)는 대한민국 서울특별시 광진구 광장동에 위치한 공립 중학교이다.

## 학교 연혁
- 1993년 1월 16일 : 광남중학교 설립인가
- 1993년 3월 1일 : 초대 정영진 교장 취임
- 1993년 3월 3일 : 제1회 입학식(11학급 남6, 여5)
- 1993년 5월 4일 : 광남중학교 개교
- 1996년 2월 14일 : 제1회 졸업식(581명)
- 2011년 5월 17일 : 너븐나루관 개관
- 2013년 3월 2일 : 융합인재교육(STEAM) 연구학교 운영(~'14)
- 2019년 2월 1일 : 제24회 졸업식(383명) 누계(11,798명)
- 2021년 9월 1일 : 제10대 강강찬 교장 취임
- 2023년 1월 5일 : 제28회 졸업식
- 2023년 3월 2일 : 제31회 입학식(13학급)

## 참고 자료
- 광남중학교 - 한국교육학술정보원 학교알리미